# Nyugati-föld

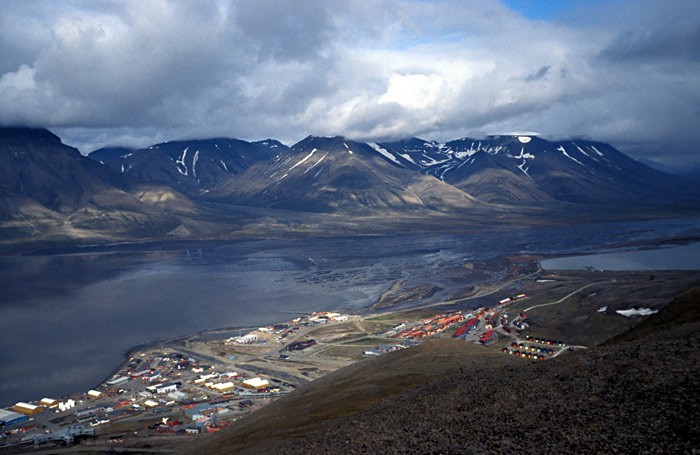
Longyearbyen látképe

Nyugati-föld, régebben Nyugati Spitzberga, (norvégul: Spitsbergen) a Norvégia fennhatósága alatt lévő Spitzbergák (Svalbard) szigetcsoport egyik szigete a Jeges-tengerben. Területe 39 044 km². Hogy megkülönböztessék a Spitzbergák szigetcsoporttól, régi neve, a West Spitsbergen a mai napig használatban van.
A legmagasabb pontja a Newton-hegy, magassága 1717 méter.

## Fordítás
- Ez a szócikk részben vagy egészben  a   Spitzbergen (Insel) című német Wikipédia-szócikk fordításán alapul.  Az eredeti cikk szerkesztőit annak laptörténete sorolja fel. Ez a jelzés csupán a megfogalmazás eredetét és a szerzői jogokat jelzi, nem szolgál a cikkben szereplő információk forrásmegjelöléseként.